# 人間の堕落のあるエデンの園
『人間の堕落のあるエデンの園』（にんげんのだらくのあるエデンのその、蘭: Het aardse paradijs met de zondeval van Adam en Eva, 英: The garden of Eden with the fall of man）は、バロック期のフランドルの巨匠ピーテル・パウル・ルーベンスとヤン・ブリューゲルが1615年頃に制作した油彩絵画である。主題は『旧約聖書』「創世記」で語られている人類の祖アダムとイヴの堕落の物語から取られている。
本作品はルーベンスとヤン・ブリューゲルの共同で制作された。フランドルでは複数の画家が自分の得意分野を生かし、作品を共同で制作することはごく普通に行われていた。両者は本作品の他にもいくつかの作品を共同で制作している。ライデンの経済学者ピーテル・デ・ラ・クールのコレクションに由来し、18世紀のオラニエ公ウィレム5世の時代にオランダ王室のコレクションに加わった。現在はデン・ハーグのマウリッツハイス美術館に所蔵されている。

## 作品

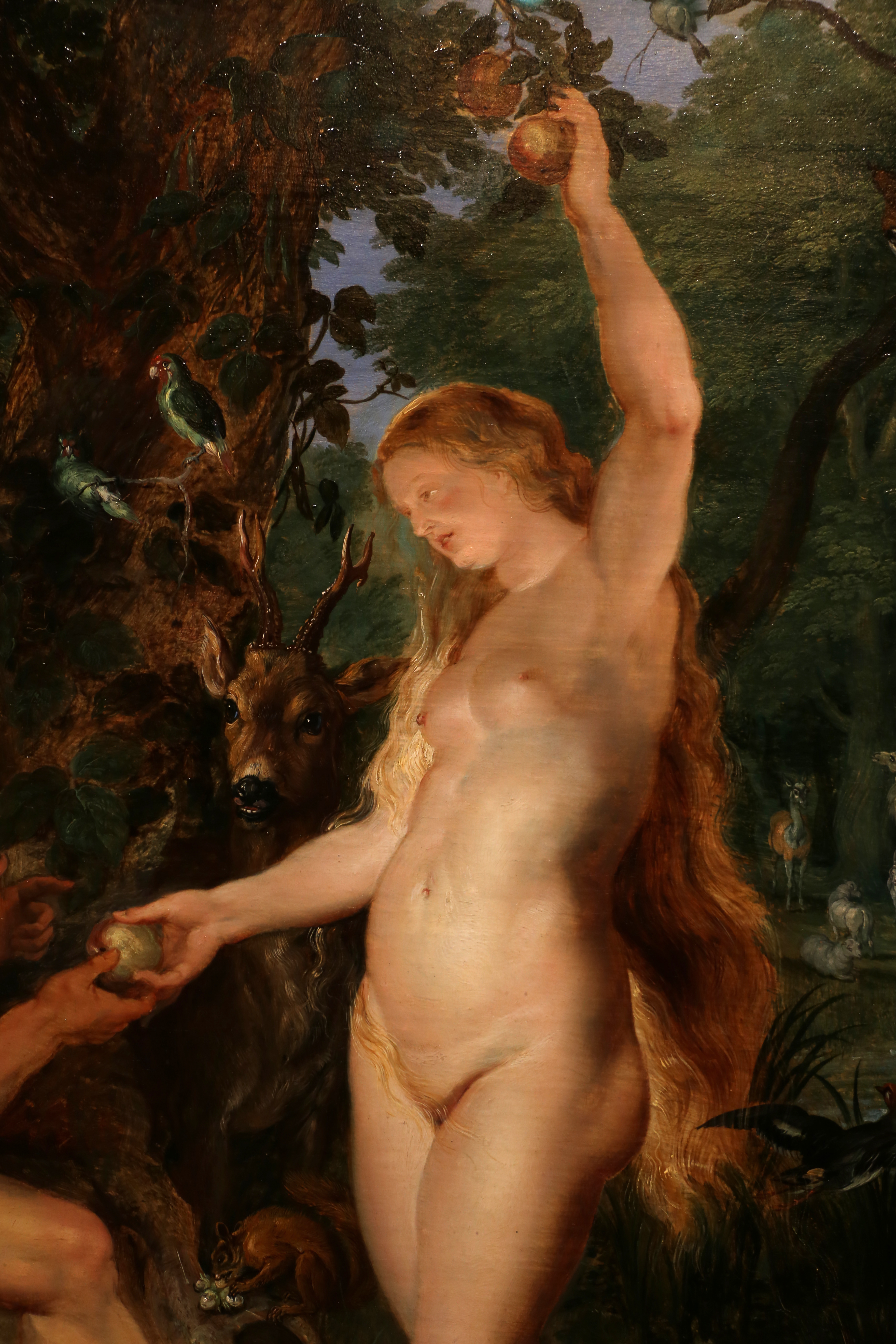
知恵の木の枝に手を伸ばし、禁断の果実をもぎ取ってアダムに手渡そうとするイヴ（ディテール）。

蛇にそそのかされたイヴは、知恵の木の枝に手を伸ばし、禁断の果実をもぎ取ってアダムに手渡そうとしており、一方の岩に座ったアダムも手を伸ばして果実を受け取ろうとしている。エデンの園の風景は緑豊かな樹々や草花に包まれ、青空は広がり、明るく光に満ちている。そこではオウムや孔雀、白鳥、鶏やフクロウなどの色とりどりの鳥や、ウサギ、ネズミ、シカやヤギ、ヘラジカ、ゾウやラクダといった大小様々な動物たちがつがいとなって平和に暮らしている。楽園では獰猛な肉食動物さえも穏やかに暮らしており、画面右ではウシやダチョウのかたわらで、ヒョウのつがいがじゃれ合っている。水辺では大きく成長した魚たちが泳ぎ、水鳥たちが歩いている。その一方でイヴの足元ではネコが身をすり寄せ、画面中央では小型犬のつがいがアダムとイヴの行為を警告するかのようにけたたましく吠えている。

### 制作

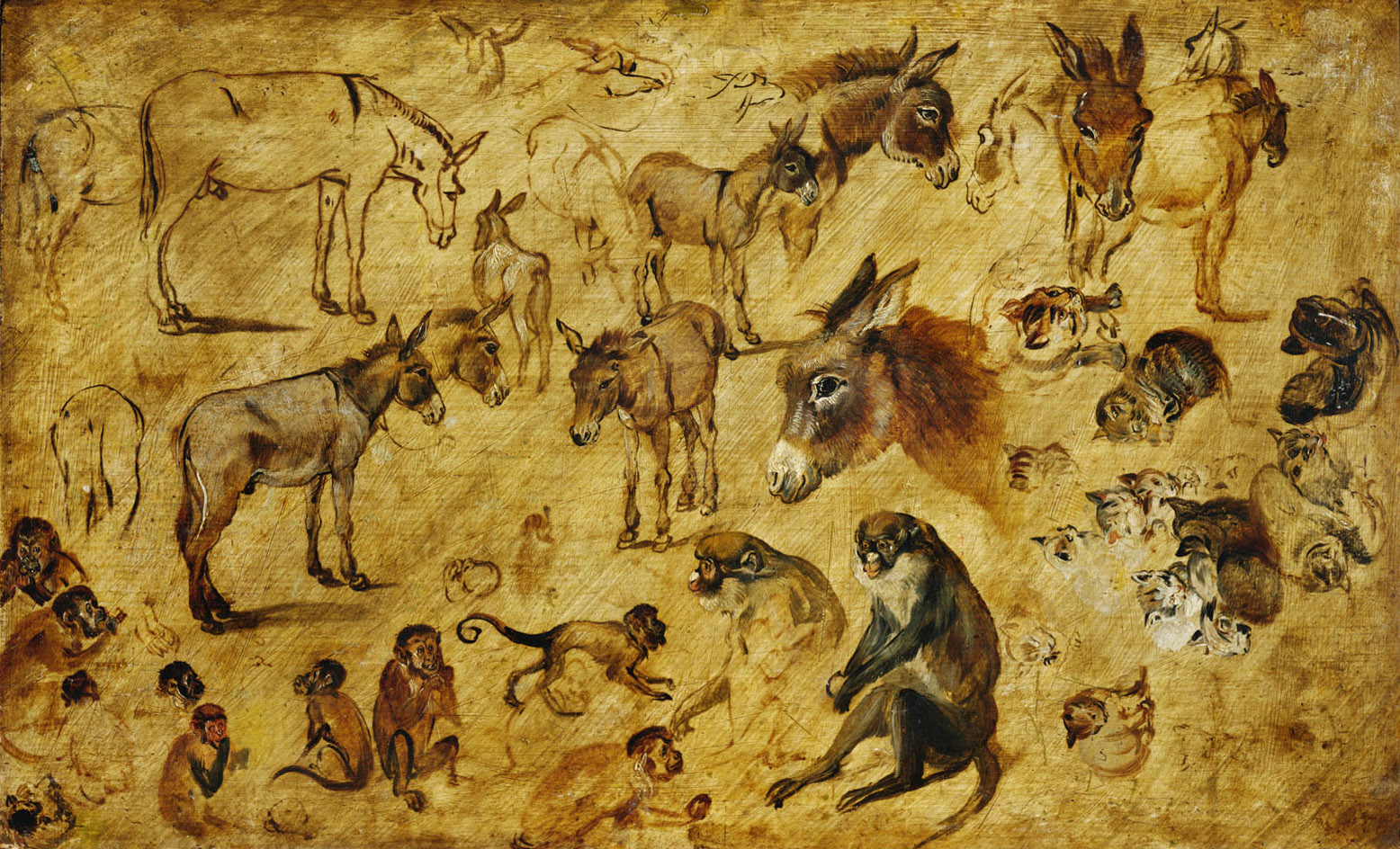
ヤン・ブリューゲルの動物の習作。サルは画面の下に、ネコは画面右に縦向きでスケッチしている。美術史美術館所蔵。

本作品はルーベンスとヤン・ブリューゲルが共同で制作したため、両者のサインがそれぞれ画面左下に「PETRI PAVLI RVBENS FIGR」、右下に「IBRUEGHEL FEC.」と記されている。この署名に従うとルーベンスは人物を描き、ヤン・ブリューゲルがそれ以外の背景と動植物全体を描いたことになる。しかしルーベンスは自身の署名の示す内容よりも多くの部分で制作に関わっており、アダムのそばの馬や、知恵の木、堕落に誘う蛇も描いている。この点はアダムとイヴを描いたルーベンスのやや幅広の筆遣いと、動植物の細部を描いたヤン・ブリューゲルの細かい筆遣いとの違いが明らかであることから区別することができる。
構図を担当したのはヤン・ブリューゲルであり、最初にルーベンスが筆を入れて、アダムとイヴ、知恵の木、馬、蛇を薄い絵具で描いた。その後にヤン・ブリューゲルが動植物を正確かつ緻密に塗り上げた。赤外線カメラを使用した科学的調査は絵画の制作過程をより具体的に明らかにした。ヤン・ブリューゲルは鉛筆または銀筆で下絵を描いたが、下絵の段階で吠えている小型犬などに、塗装の段階で孔雀の足や木の枝などに変更を加えている。これに対して、ルーベンスの担当部分は下絵が確認できないことから、下絵を描かずに直接アダムとイヴを描いたことが分かる。その代わりに、絵具層の最下層に下塗りが確認でき、幅広の絵筆でさっと掃くように塗っている。

### 動物の描写
ヤン・ブリューゲルの動物や鳥の綿密な描写は、画家がこれらの動物を実際に観察して描いたことを示している。1606年以降、彼はスペイン領ネーデルラント総督のアルブレヒト・フォン・エスターライヒとその妃イサベルの宮廷で働いたが、アルブレヒトは宮殿のメナジェリーで中南米産のオウムなどの珍しい鳥や動物を多数飼育していたため、それらをスケッチすることができた。実際にヤン・ブリューゲルは1621年に枢機卿フェデリコ・ボッロメオに宛てた手紙の中で、アルブレヒトとイサベルのメナジェリーで動物や鳥を観察しながら絵画を描いたと話している。現在、美術史美術館やヘント美術館などにヤン・ブリューゲルの動物の習作が残されており、いくつかの作品に描かれている動物と習作との間に関連性が指摘されている。本作品については、アダムの背後に座って林檎をかじっているサルや、イヴの足にすり寄っているネコは、美術史美術館の2点の動物の習作の1つ『動物の習作、驢馬、猫、猿』（Tierstudie, Esel, Katzen, Affen）をもとに描いていることが指摘されている。

### 象徴的意味

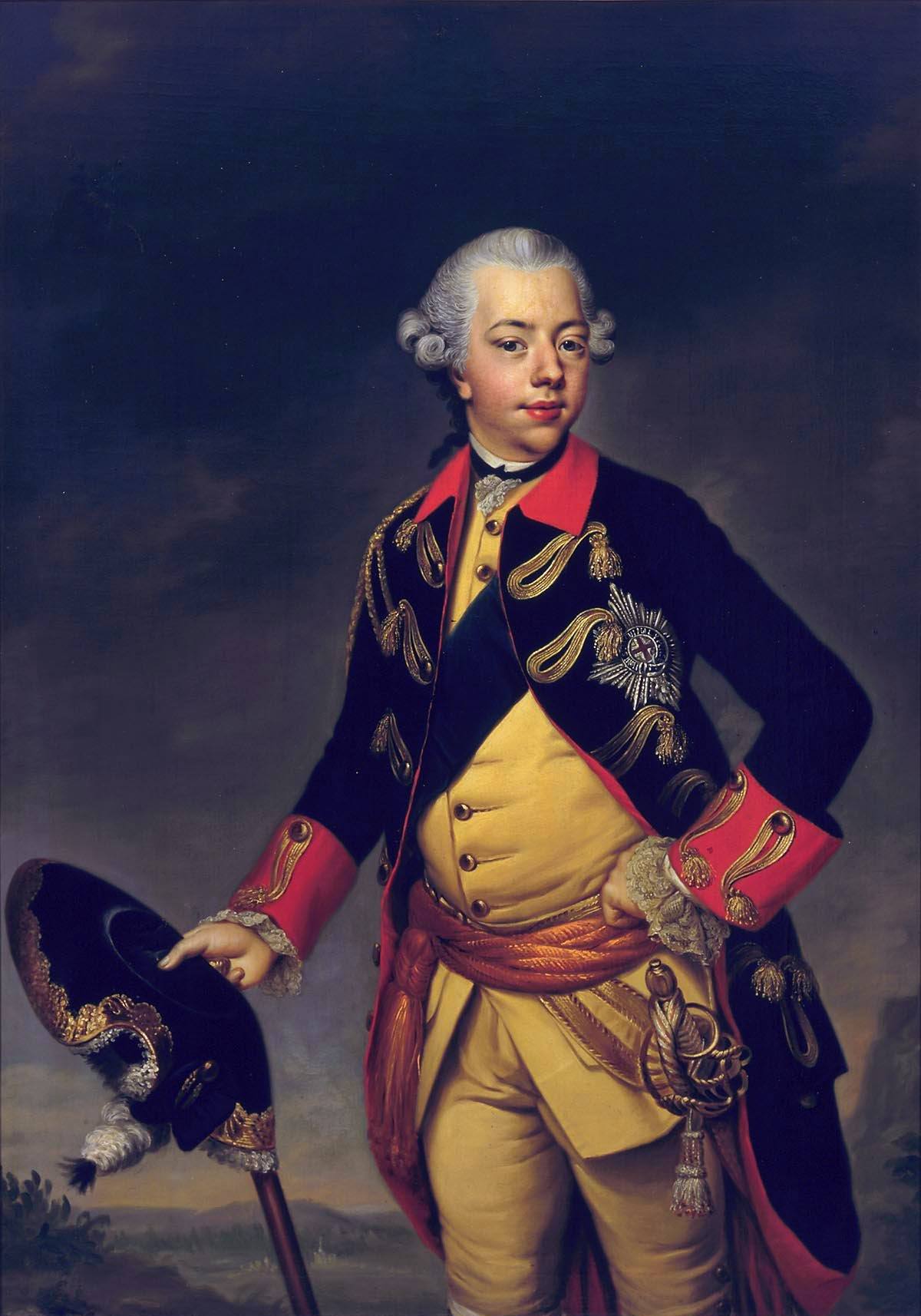
絵画を落札した頃のウィレム5世。ヨハン・ゲオルク・ツィーゼニス画。マウリッツハイス美術館所蔵。

ルーベンスとヤン・ブリューゲルは動物や植物の描写を象徴的に用いて聖書の物語を暗示している。林檎をかじっているサルはその1例である。人間に似た姿をしているサルは善悪の判断ができないため、悪や人間の罪深さと結びつけられ、中世初期では悪魔を象徴し、ゴシック期ではサルが林檎をかじる姿で人間の堕落を表した。そこでヤン・ブリューゲルはアダムの背後にサルを配置することで、アダムの堕落につながる行為を予告している。オウムはしばしば聖母マリアや堕落の図像に登場している。これはオウムの鳴き声が「Eva-Ave」（イヴと「アヴェ・マリア」）に聞こえると信じられ、聖母の到来を知らせる鳥と見なされていたことによる。アダムの頭上に垂れ下がっている葡萄の房は、聖餐の際にキリストの血に喩えられたワインを象徴し、キリストの磔刑によって人類の罪が贖われることを仄めかしている。

## 来歴
絵画は18世紀にライデンの経済学者ピーテル・デ・ラ・クール（1618年–1685年）とその相続人のコレクションとなっていたことが知られている。1766年に彼のコレクションが競売にかけられたとき、本作品を7,350ギルダーで落札したのは若きオラニエ公ウィレム5世であった。これはアンソニー・ヴァン・ダイクやヤーコプ・ヨルダーンスの約10倍にあたる金額であった。しかしフランス革命戦争でネーデルラントがフランスに占領されるとウィレム5世はイギリスに亡命。没収された絵画はパリに運ばれ、1795年から1815年にかけて共和国中央美術館（Muséum central des arts de la République）、その後名称を改めたナポレオン美術館（Musée napoléonien, 後のルーヴル美術館）に移された。ナポレオン退位後の1816年に絵画が返還されると、ウィレム5世ギャラリー内の王室絵画展示室に収蔵されたのち、1822年にマウリッツハイス美術館に移された。

## ギャラリー
額縁とディテール

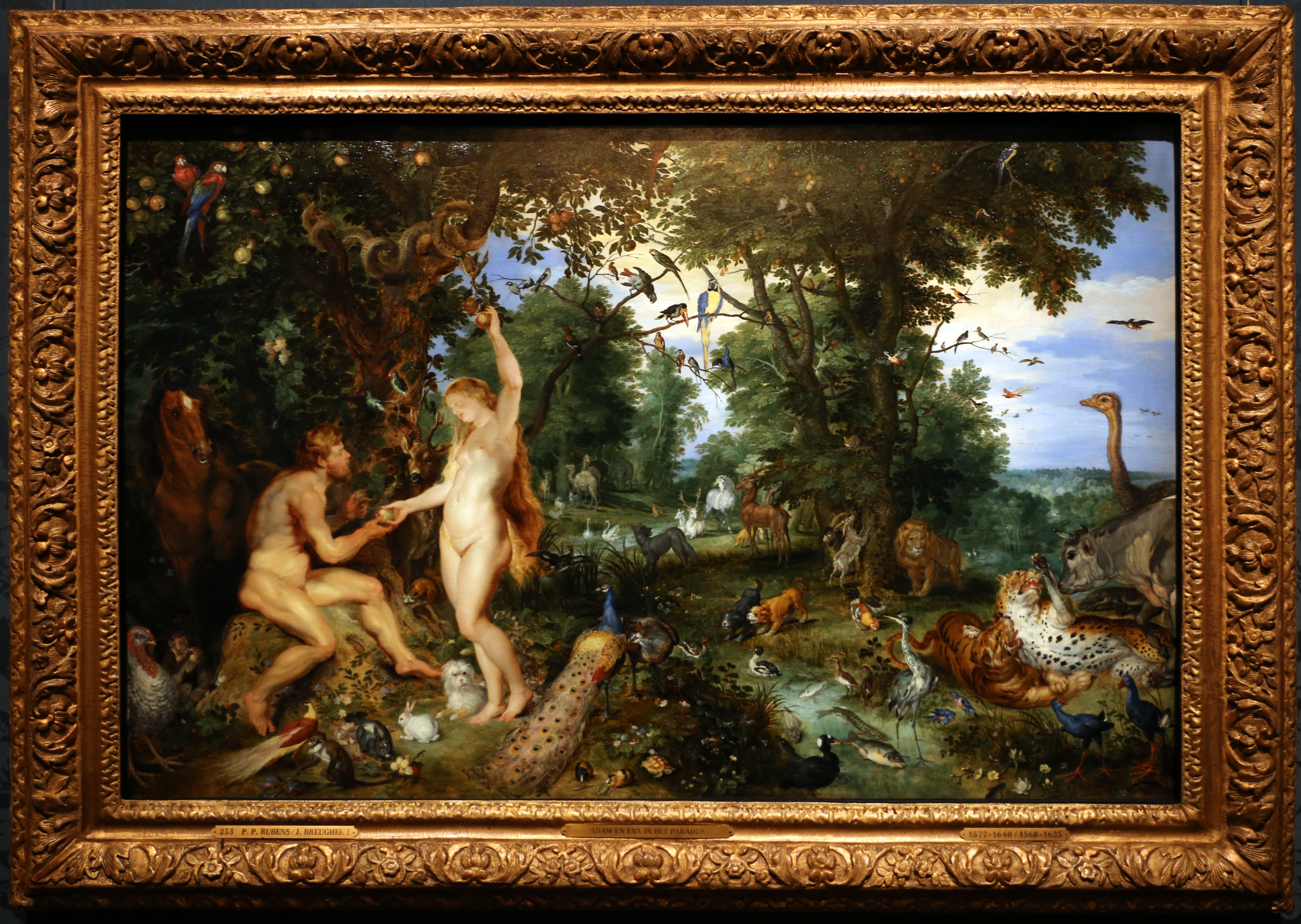
額縁
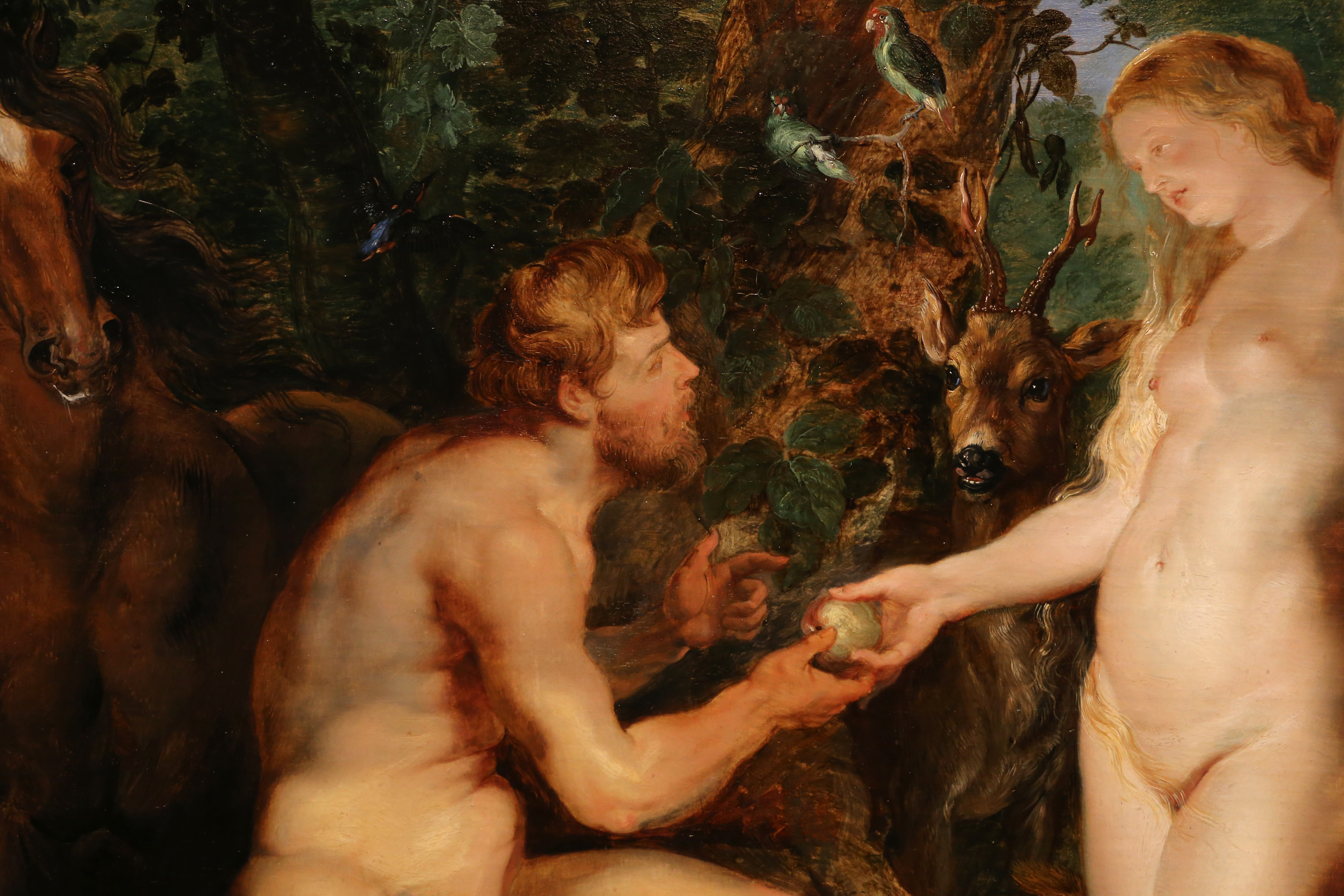
イヴから林檎を受け取るアダム
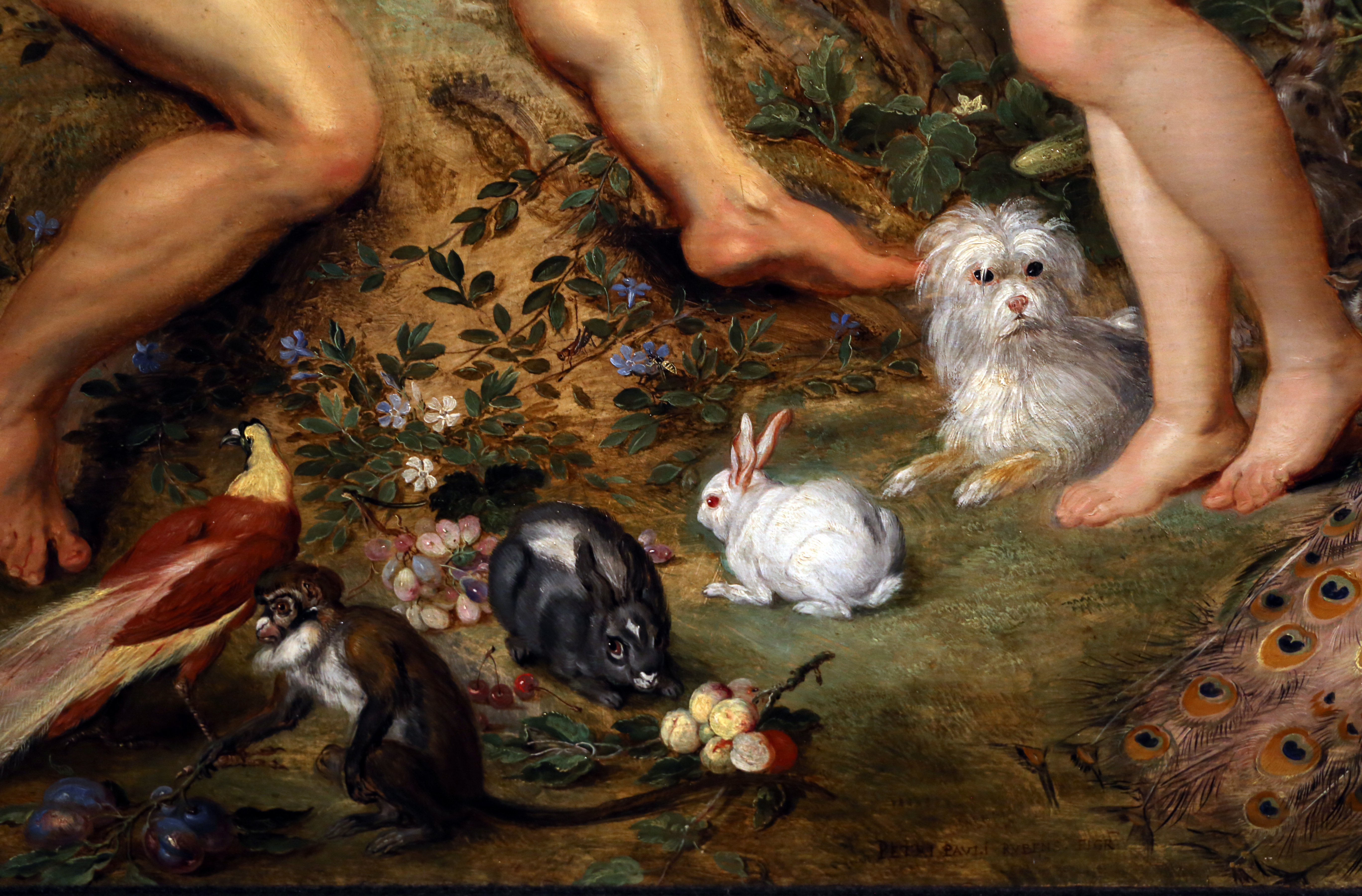
2人の足元の小動物たち

ルーベンスとヤン・ブリューゲルの共作の例

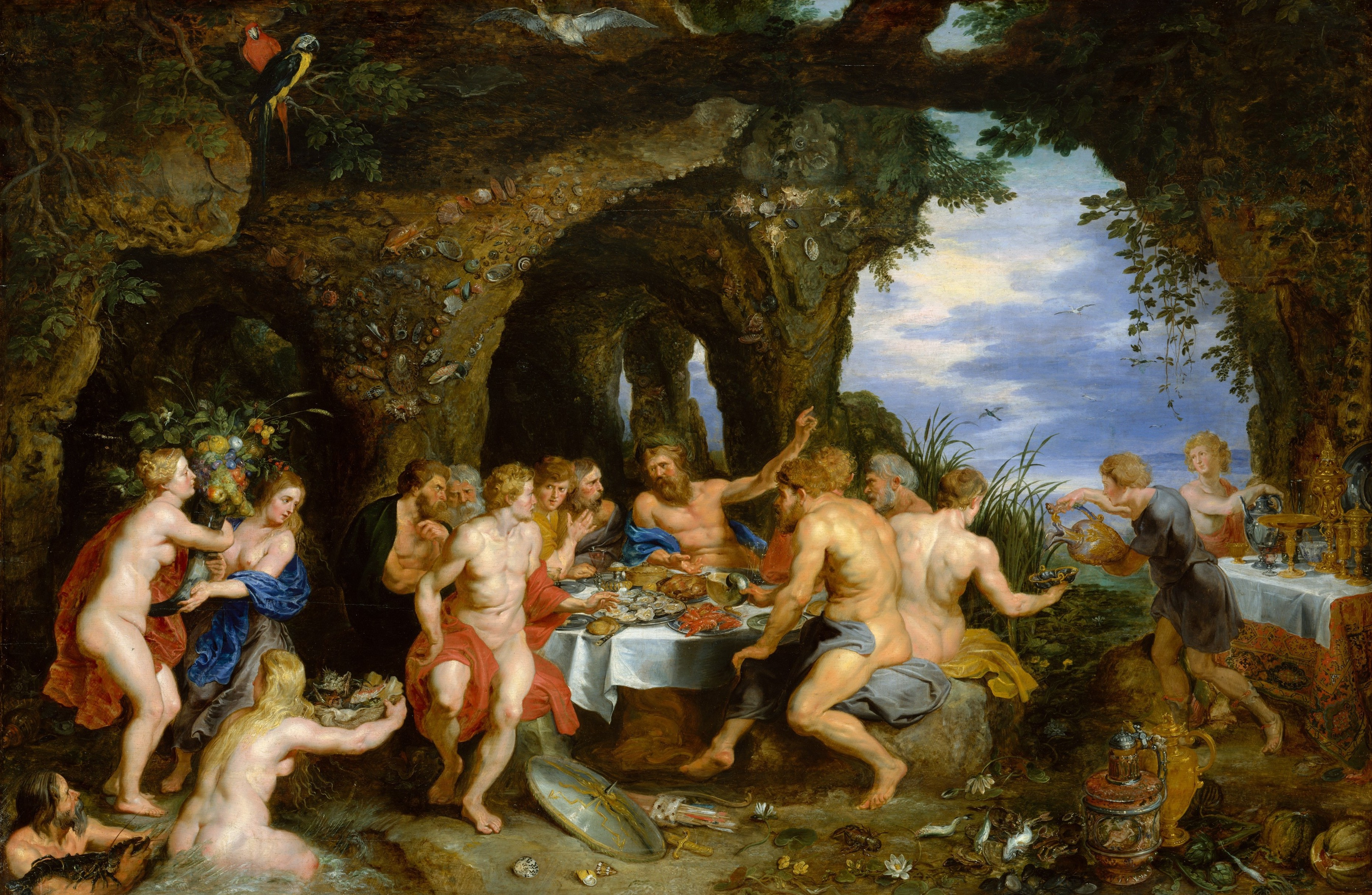
『アケロオスの饗宴』1615年頃 メトロポリタン美術館所蔵
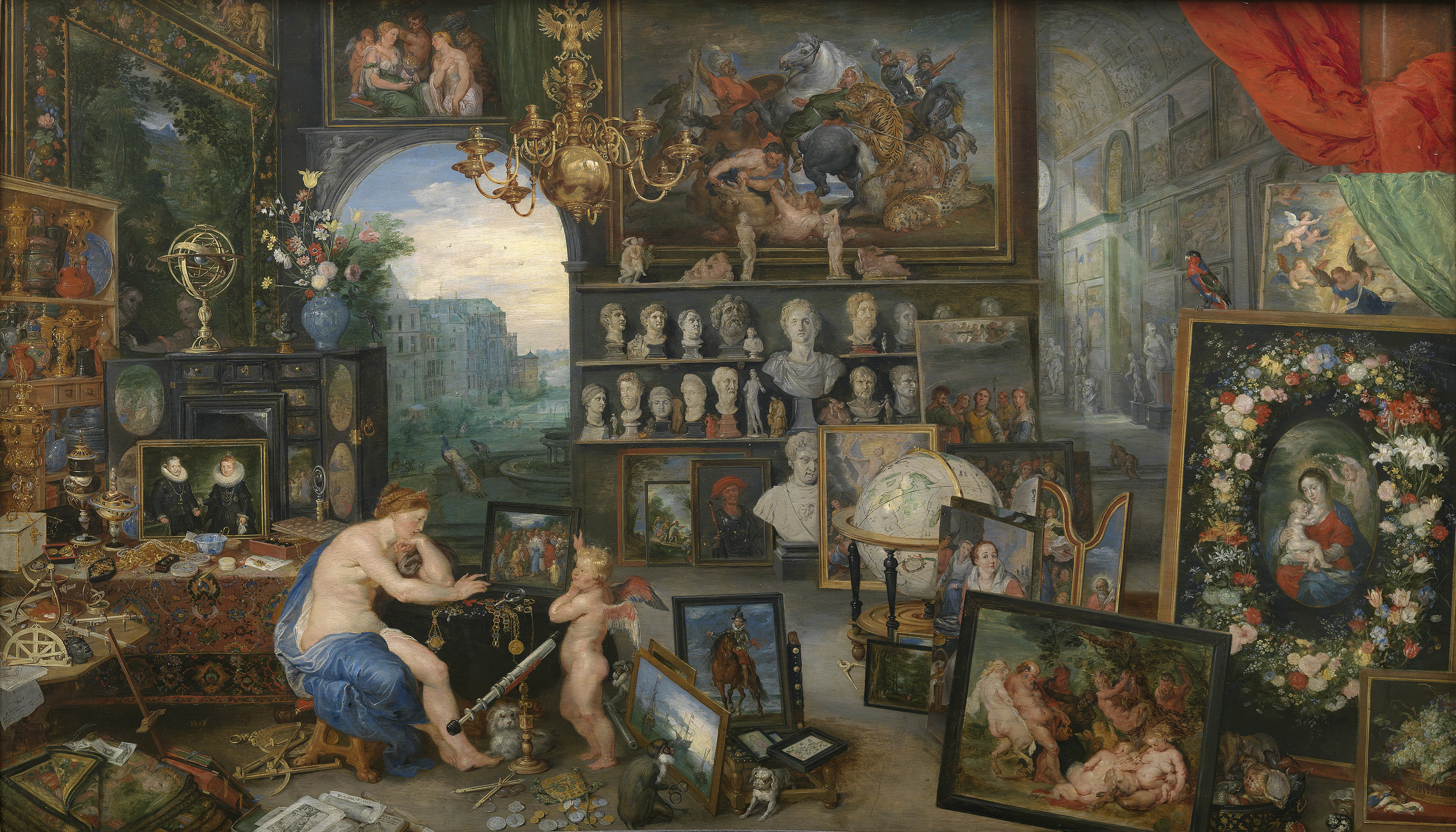
『視覚の寓意』1617年 プラド美術館所蔵
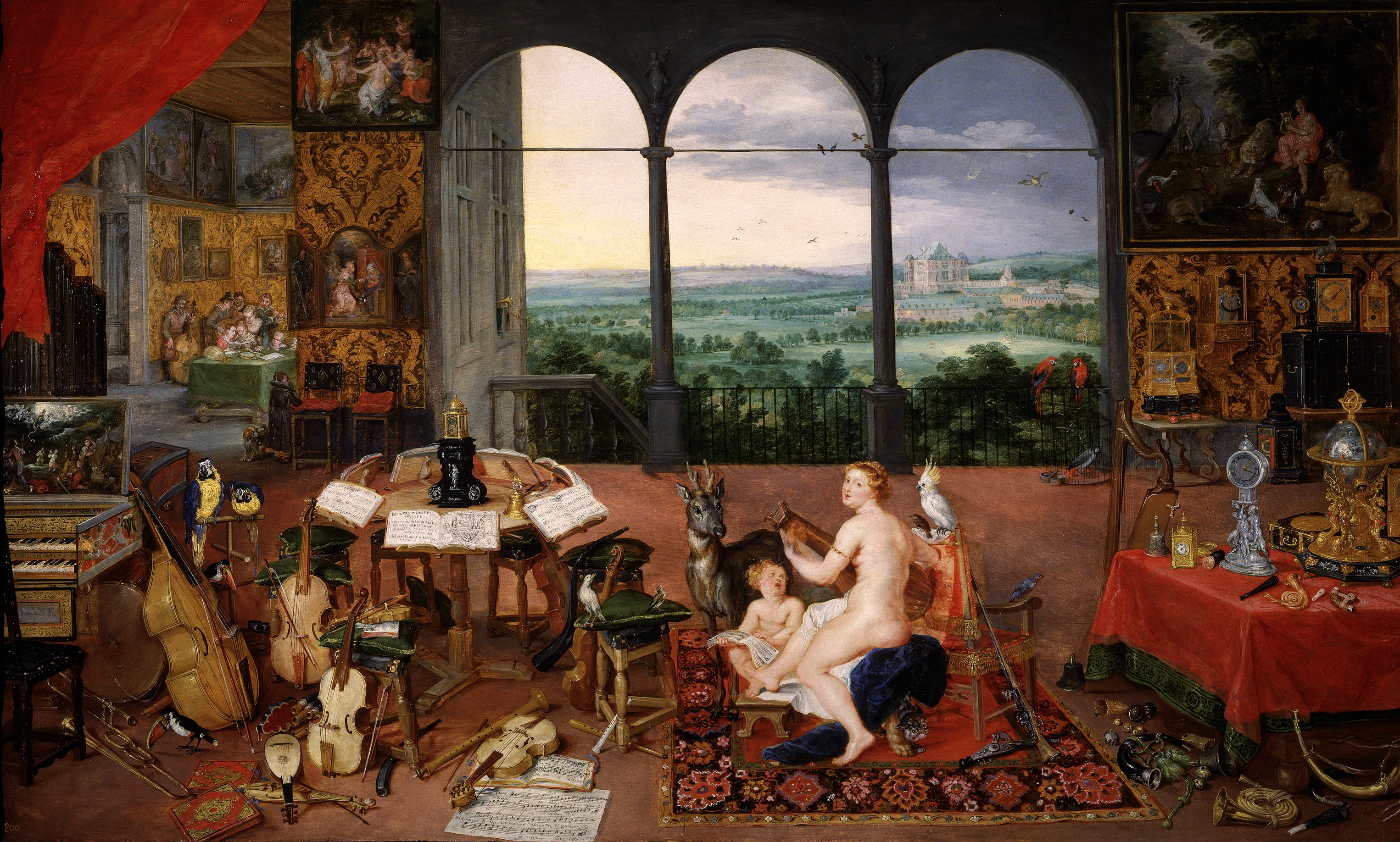
『聴覚の寓意』1617年から1618年まで プラド美術館所蔵